# Isopet

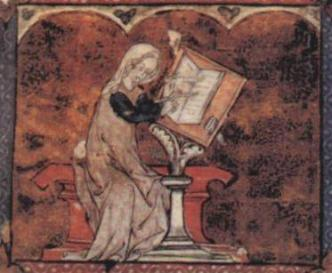
Marie de France, autorka najobszerniejszego zbioru bajek isopet

Isopet, ysopet (fr. ’mały Ezop’, od Isope, Esope, z łac. Aesōpus) – francuskie średniowieczne zbiory bajek.
Nazwa isopet odwołuje się do starożytnego greckiego bajkopisarza Ezopa, jednak bajki zawarte w tych zbiorach nie mają bezpośredniego związku w utworami Ezopa. Isopety zawierały tłumaczenia bajek Fedrusa, Awiana oraz opracowania motywów przejętych z tradycji ludowej. Zbiory isopet pochodzą z wieków XII–XIV. Najobszerniejszy zbiór przekładów, zawierający 102 bajki, został stworzony  przez Marie de France w latach 1170–1190.